# Kasteel van Roquefixade

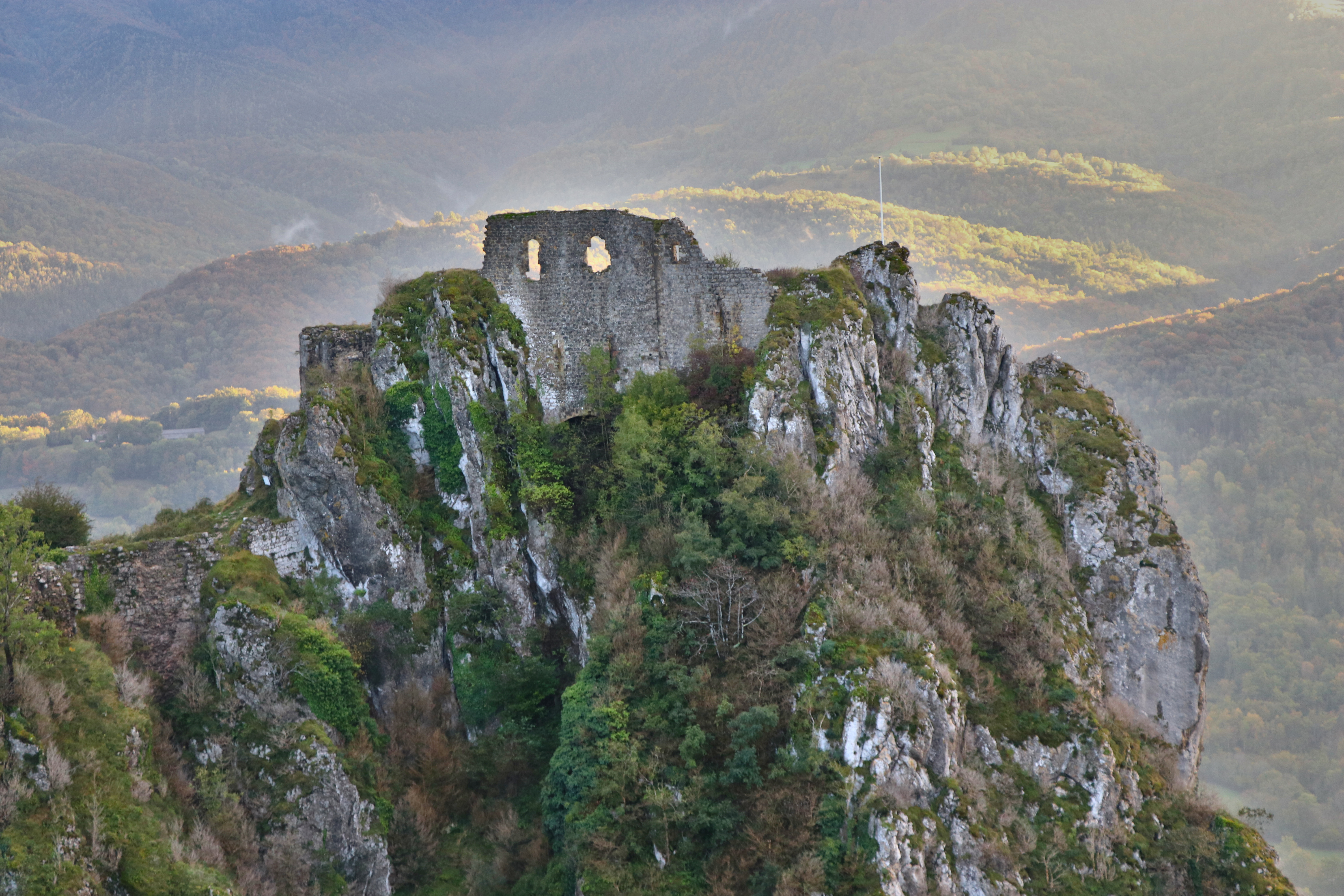
De verwoeste muur van Château de Roquefixade

Het kasteel van Roquefixade (Frans: château de Roquefixade) is een vervallen kasteel. Het is gebouwd op een klif met uitzicht op het gelijknamige dorp Roquefixade, gelegen op 8 km ten westen van Lavelanet, in het Franse departement Ariège.

## Geschiedenis
De eerste bron die het bestaan van een kasteel in Roquefixade bevestigt komt uit 1034. Hoewel het kasteel vaak wordt geadverteerd als een van de Katharenkastelen, zijn de huidige ruïnes in een latere tijd gebouwd. Desondanks bood de plek een toevluchtsoord voor de Katharen ten tijde van de Albigenzische Kruistochten, zoals ook het nabijgelegen kasteel van Monségur dit deed.
Het kasteel is gebouwd op een natuurlijke spleet in de rotswand, die is opgevuld door een boog en ondersteund door wallen. Dit is ook de oorsprong van de naam van het dorp en later van het kasteel: roca fisada betekent namelijk 'gespleten rots' in het Catalaans.  De overblijfselen van de kasteelmuren omcirkelden oorspronkelijk een indrukwekkende toren die op het hoogste punt van de plaats was gebouwd. Er zijn meerdere gemarkeerde routes die naar het kasteel van Roquefixade leiden.
Eind 13e eeuw werd Roquefixade een vesting aan het uiteinde van een reeks koninklijke vestingen die langs de heuvels van Corbières waren gebouwd om het grondgebied van de graaf van Foix te bewaken. De donjon werd in de 14e eeuw verbouwd. In de 15e en 16e eeuw werden er nog andere wijzigingen aangebracht. Het kasteel bleef tot 1632 bestaan. De Franse koning Lodewijk XIII kwam toen langs het gebied, op weg naar Toulouse voor de executie van Hendrik II, hertog van Montmorency, die in opstand was gekomen tegen Richelieu. Lodewijk maakte van de gelegenheid gebruik om de vernietiging van meerdere kastelen, waaronder ook Roquefixade, te bevelen. Dit besluit werd genomen omdat het geen enkel doel meer had en het duur was om te onderhouden.
Het kasteel van Roquefixade staat sinds 1995 op de lijst van historische monumenten (monuments historiques) van het Franse ministerie van Cultuur.